# Fauvette babillarde
Curruca curruca
Espèce
Statut de conservation UICN

 LC  : Préoccupation mineure
La Fauvette babillarde (Curruca curruca) est une espèce de passereaux migrateurs appartenant à la famille des Sylviidae. Très courante en Europe, mais restant discrète, elle affectionne les espaces couverts de buissons.

## Description

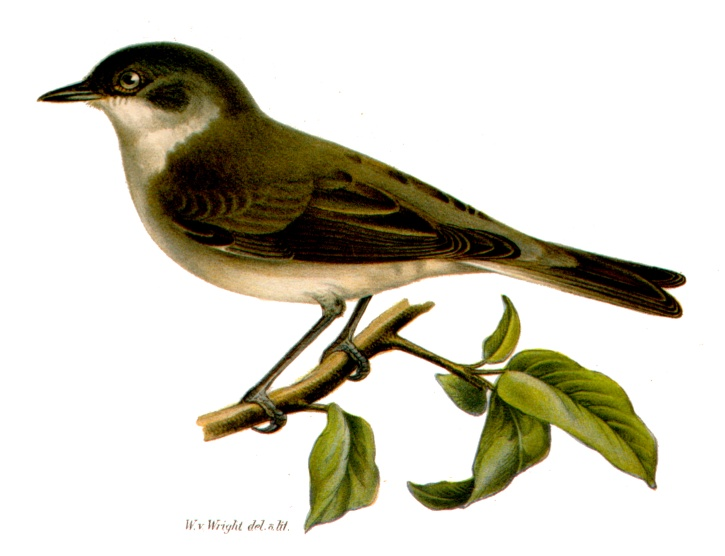
Cette ancienne illustration de Fauvette babillarde par Wilhelm von Wright (1810-1887) ressemble en réalité à une Fauvette de Hume (Curruca althaea).

C'est un petit oiseau mesurant 12,5 à 14 cm de long, pour une envergure de 19 cm et un poids entre 10 et 16 g. Les autres mensurations sont : 52 à 56 mm pour la queue, 11 à 12 mm pour le bec et 20 à 21 mm pour le tarse.
Le plumage est discret, avec, chez les adultes, les parties supérieures gris olive, et le dessous blanc cassé. La gorge est blanche, la tête est grise, parcourue d'une bande sombre couvrant l'œil et les joues. Les rectrices externes sont partiellement blanches et les autres brun gris sombre avec des liserés clairs. Le bec est noir ardoisé (plus pâle à la base de la mandibule inférieure) et les pattes gris plomb. Les iris sont brun jaunâtre clair. Il n'y a presque pas de dimorphisme sexuel, le mâle ne se distinguant de la femelle que par sa coloration plus vive et une longueur d'aile pliée un peu supérieure (63 à 70 mm au lieu de 60 à 67 mm). Les adultes effectuent une mue partielle de janvier à avril et une complète en juillet et août.
Les jeunes sont bruns plus ternes dessus et plus brunâtres dessous. Ils effectuent une mue partielle de juin à août.

## Écologie et comportement

### Régime alimentaire
La fauvette babillarde est principalement insectivore, mais peut aussi, notamment en automne, se nourrir de baies, ou de fruits.

### Voix
La fauvette babillarde zinzinule. Son cri sont de brefs tsé, stridents, ressemblant à ceux d'autres fauvettes.
Son chant est un gazouillis retentissant en bruit de crécelle, un crescendo constitué de courtes strophes.

### Reproduction

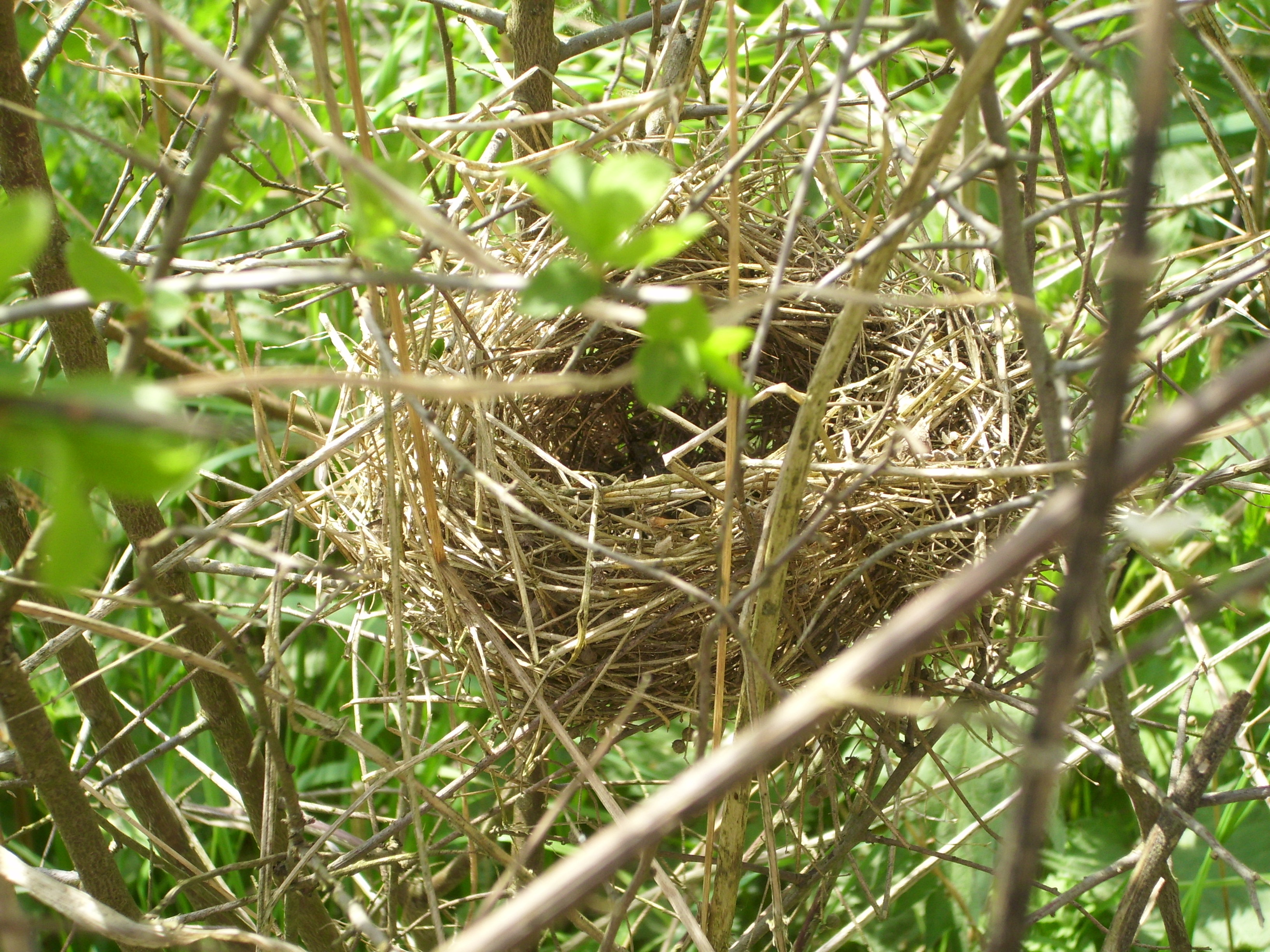
Nid de fauvette babillarde, en République tchèque.

Le mâle bâtit les assises du nid tandis que la femelle améliore la construction et en garnit la coupe. L'ensemble de cette tâche dure 2 à 6 jours. Constitué de radicelles mal assemblées, de duvet, voire de cocons d'araignées, le nid est le plus souvent installé à moins de 3 m de haut, exceptionnellement jusqu'à 8 m, dans un arbuste au feuillage dense.

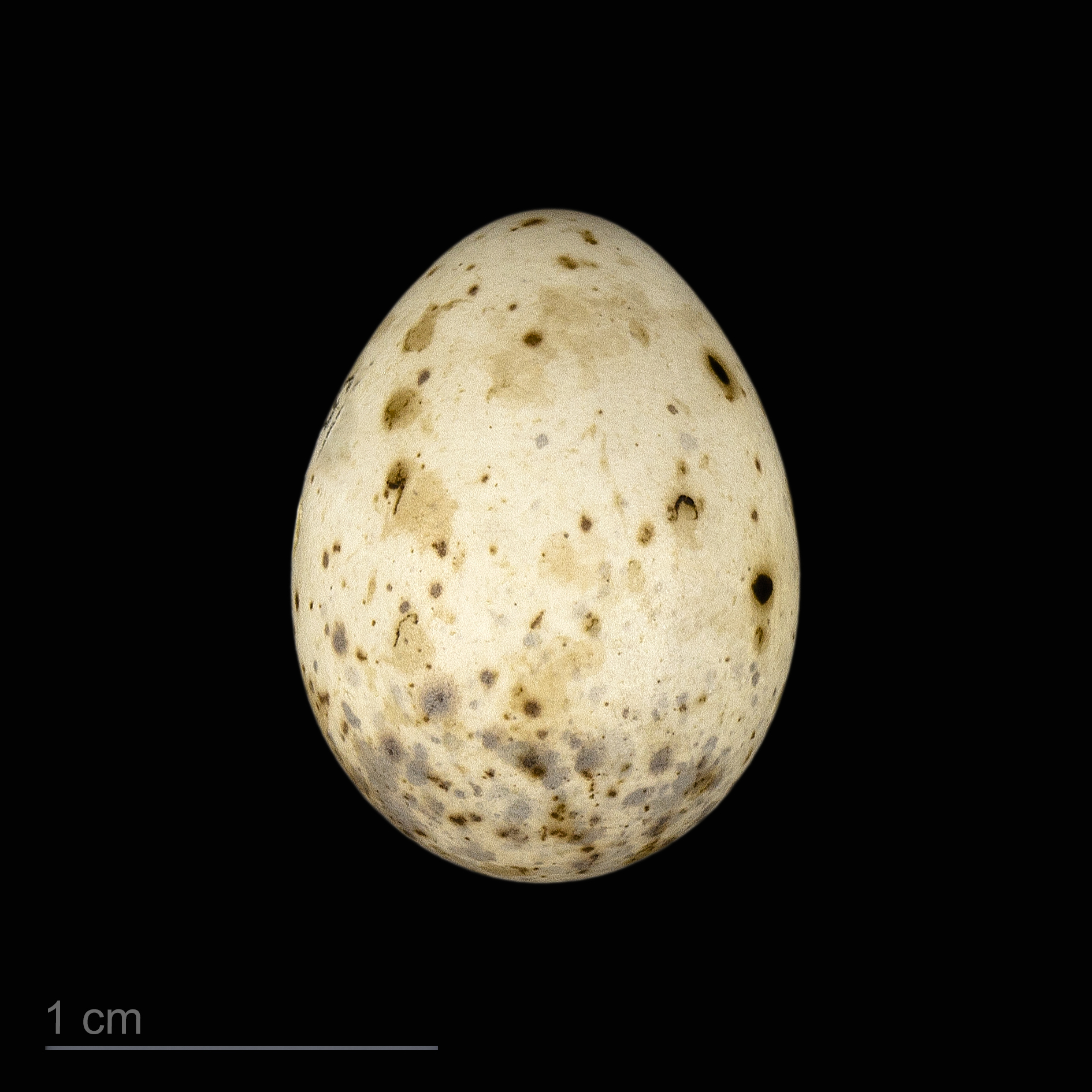
Oeufs de Curruca curruca - Muséum de Toulouse

La femelle y pond 3 à 7 œufs, souvent entre 4 et 6, blancs et tachetés de brun, dont la taille a pour valeurs extrêmes : 14,0-18,9 mm × 11,5-14,5 mm. Ces œufs seront couvés alternativement par le mâle et la femelle durant 10 à 12 jours. 10 à 15 jours après l'éclosion, les poussins quittent le nid mais les parents continuent de les nourrir de petits insectes, d'araignées et de chenilles.
Un couple niche le plus souvent une fois par an en mai et juin, les secondes couvées en juillet et août demeurant exceptionnelles.

## Longévité
On considérait généralement que la fauvette babillarde pouvait vivre au maximum jusqu'à 7 ans. Le record de durée entre une capture et recapture d'une fauvette babillarde baguée a récemment néanmoins été porté à 9 ans, pour un oiseau bagué au Royaume-Uni.

## Répartition et habitat

### Distribution géographique et migration

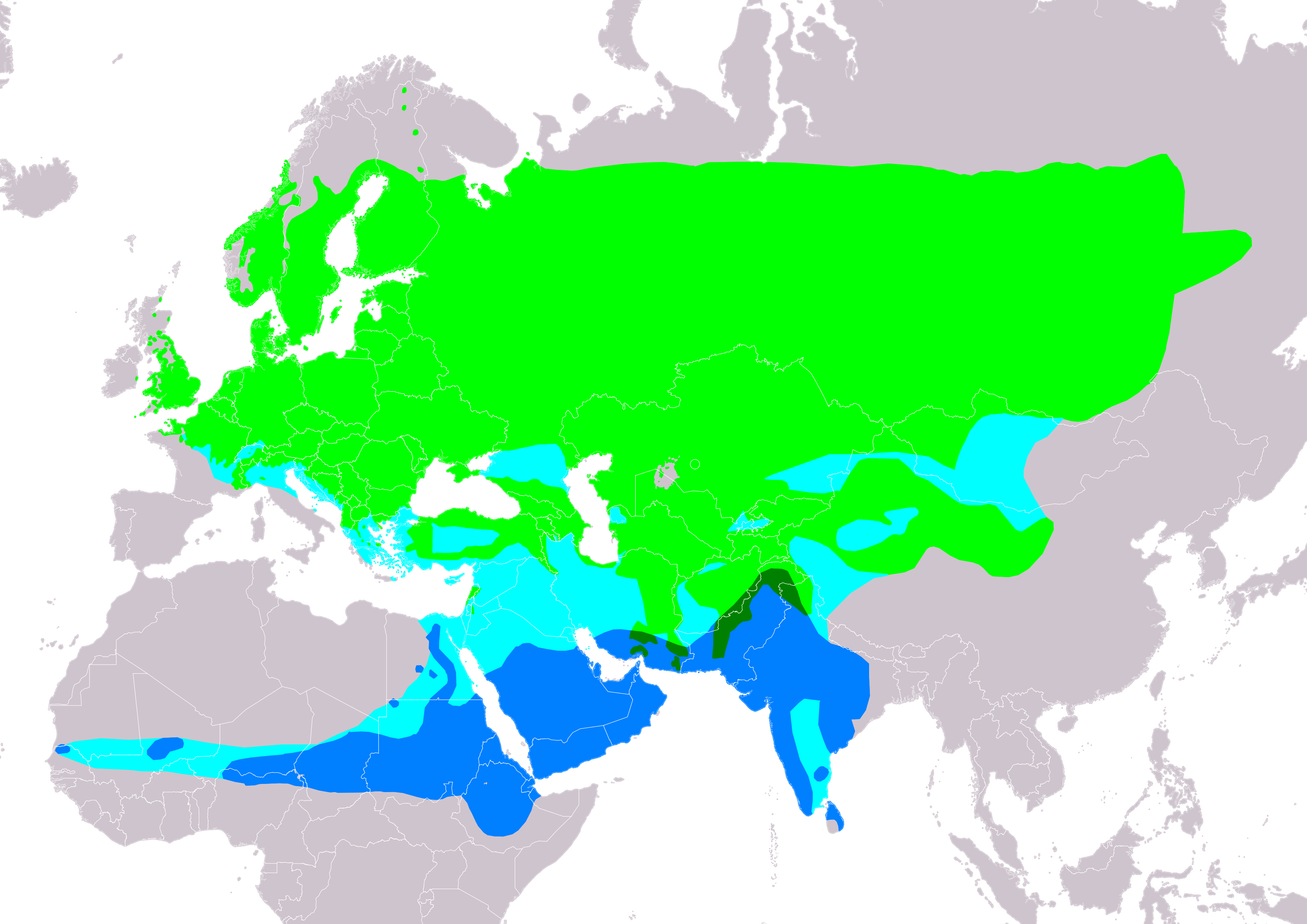
Répartition de la fauvette babillarde

Elle vit dans toute l'Europe, sauf en Espagne, Portugal, Islande et en Irlande quelques-uns en régions de Dublin (comme la carte au dessus le montre), à l'est jusqu'en Chine. Elle s'est reproduite dans le nord de la Finlande et aux îles Féroé. En septembre elle migre vers le sud et rejoint l'Afrique tropicale, sans dépasser l'équateur puisqu'on la trouve jusqu'au Cameroun et au Soudan. À la mi-avril, les mâles retrouvent leurs quartiers d'été et choisissent leur territoire. Les femelles les y rejoindront une semaine plus tard.

### Habitat
Les fauvettes babillardes se reproduisent dans de nombreuses zones buissonneuses, aussi bien près des habitations humaines que dans les haies, les parcs et les grands jardins, les cimetières ou à la lisière des forêts,. 
Elles nichent aussi dans les landes, les jeunes plantations d'arbres et les cultures parsemées de buissons.
Elle construit son nid sur des branches basses, typiquement sur des épicéas ou des groseilliers à maquereau.

## Systématique
L'espèce admet un ancien synonyme, Curruca garrula Brisson.
La fauvette babillarde faisait anciennement partie du genre Sylvia, mais a depuis été reclassée dans le genre Curruca après que celui-ci a été séparé de Sylvia.

### Sous-espèces
D'après la classification de référence (version 12.1, 2022) du Congrès ornithologique international, cette espèce est constituée des sous-espèces suivantes (ordre phylogénique) :
- C. c. curruca (Linnaeus, 1758) est la sous-espèce type ; son protonyme est Motacilla curruca ;
- C. c. blythi (Ticehurst & Whistler, 1933)
- C. c. halimodendri Sushkin, 1904

## Menaces et conservation
Cette espèce est classée par l'UICN en LC (Préoccupation mineure).

## Compléments